# 巡天号光学舱
巡天号光学舱，又称巡天空间望远镜，是中國載人航天工程為天宫空间站配套研製的大型太空望遠鏡。其名稱「巡天」源自天文學術語「巡天調查」，寓意「巡視宇宙」。該望遠鏡原計劃2024年發射，後經技術優化調整，最新計劃將於2026年由長征五號B運載火箭發射升空。
巡天號採用創新的「共軌不同相位」運行模式，將與天宫空间站保持相近軌道但存在相位差，既可定期對接進行維護升級，又能避免空間站遮擋觀測視野。其核心科學載荷包括：配備2.5億像素相機的寬視場巡天模組，視場達哈勃太空望遠鏡的300-350倍、無縫光譜儀，光譜分辨率（R=λ/Δλ）不低於200、多波段成像系統，覆蓋255–1000奈米波長範圍。
技術創新方面，巡天號採用離軸光學系統設計，避免了傳統望遠鏡的鏡面支撐結構造成的衍射效應，使其點擴散函數保持完整，這對弱引力透鏡測量等精密觀測至關重要。在10年任務期內，預計可完成17,500平方度天區巡測，在g和r波段達到26等（AB星等）的點源探測極限，深度巡天區域更將比寬視場巡天再深1個星等。
巡天號將與國際同期大型項目形成互補，包括薇拉·魯賓天文台、歐幾里得太空望遠鏡和羅曼太空望遠鏡等。其獨特的觀測能力將為宇宙學、星系演化和系外行星研究提供關鍵數據，特別是在暗能量狀態方程、宇宙大尺度結構等前沿領域。項目標誌著中國在天文觀測領域已具備研製哈勃級太空望遠鏡的完整能力，將成為天宫空间站最重要的科學平台之一。

## 研制经历

### 空间站附属仪器方案
2006年，巡天望远镜开始预研工作。2010年9月25日，中共中央总书记胡锦涛主持召开中共中央政治局常委会会议，批准天宫空间站项目。原定整个空间站由核心舱和两个实验舱组成，其中，实验舱II将装有一台2米口径的「巡天望远镜」，用于大视角巡天观测，因此命名為巡天；這個实验舱的名字另有一个说法是源自毛泽东的诗句“巡天遥看一千河”。但此望远镜受制于空间站影响，无法自由地指向任意方向观测，也不能长时间对一个方向连续曝光，故這巡天儀其實不夠「巡天」，而且置于舱内的设计，对比歐幾里得衛星和罗曼太空望远镜，可观测时间剩一半。另一方面，安装在舱内的望远镜占用了大量空间，使得其他实验设备的安装空间大幅减小。为此巡天的原始設計被修正，提出放到舱外进行观测，只有其中一側是連接實驗艙，而另一側則是一個「巡天艙」的方案，但研究认为空间站的姿态变化、结构形变以及航天员活动和飞船对接带来的振动，都会导致成像质量严重退化。2014年，该方案最终流產，被退回重新打造。

### 独立的光学望远镜
2015年，新巡天方案提出，决定直接建造一部巡天式太空望远镜，这就是今日所熟知的「巡天号」，以上一方面避免了空间站对望远镜视野、观测时间和成像质量的影响；另一方面便于对接空间站进行在轨维护，只是轨道比较低阻力大，需要使用到更大的動力裝置。不过巡天舱在轨对接维护方案，要比使用航天飞机维护的哈勃望远镜更为方便，维护费用也低很多。巡天号光学舱的观测波长范围为255~1000纳米，覆盖了从近紫外、可见光到近红外波段。从角分辨率或成像质量上讲，巡天号光学舱的望远镜最高达0.15角秒，和哈勃望远镜的0.1角秒相去不远。Cook型离轴三反射光学系统，还增加了一个折转镜便于实现不同光学载荷之间的切换、调焦和精密稳像等功能。

## 任務歷史

### 發射
初期报道中有引述发射时间为2023年，2024年，2025年。2024年5月报道中，再推迟至2026年后。

### 觀測
已知巡天号將針對系外行星探測、活躍星系核空間可分辨光譜觀測，近鄰星系中性碳研究，宇宙超級深場觀測等眾多特色科學觀測能力。并研究暗物质的引力作用，確定宇宙膨脹歷史，引力透鏡等人類仍在前沿探究的科研主题。预计在首顆巡天模塊全周期更换前，將會產生至少50PB的科學拍攝數據可供分析發表

## 光学特性
巡天号的设计思路是觀察更廣闊天區的望遠鏡，以更高的效率，更系統地去研究宇宙。这种工作模式的望远镜一般被稱作巡天式望遠鏡，这也呼应了巡天号光学舱名称。

### 儀器
巡天空間望遠鏡視野極為寬闊，視場達到1.1x1.2平方度。在成像和哈勃相當的情況下，其视场可达到哈勃望远镜的300-350倍，為了能夠接收廣闊視場的信息，巡天空間望遠鏡在第一代巡天相機上，安置了30塊探測器，總像素達到25億，是哈勃UVIS传感器1600万的好几倍。其中18塊探測器上設置有不同的濾光片，這使得它可以獲得宇宙天體在不同波段的圖像，帶給我們彩色的宇宙樣貌﹔另外12塊探測器則用於無縫光譜觀測，每次曝光可以獲得至少1000個天體的光譜信息。
巡天模塊每次曝光時間約為150秒，對於巡天中的每個觀測天區會進行兩次。给予巡天空間望遠鏡2倍的曝光，可以獲得低至26星等左右（一般曝光共计300秒，但不同波段具體數值有差別）的天體圖像，這要比人眼能夠看到的最暗的恆星還要暗上1億倍。在這樣的觀測深度上，研究者可以在每個平方角分看到30個左右的星系。在整個巡天周期裡，巡天模塊將會覆蓋17500平方度的天區，是整個天空面積的40%。
巡天空間望遠鏡還將配備一系列的其他精測模塊，包括太赫茲模塊，多通道成像儀，集成视场摄谱仪和系外行星成像星冕儀。這些儀器將依托各自特點提供人們研究所需。

## 外部連結
- 光学舱系统 中国载人航天官方网站（页面存档备份，存于）
- 中国空间站工程巡天望远镜科学工作联合中心 （页面存档备份，存于）